# Haldum Kirke
Haldum Kirke ligger i Haldum Sogn, Sabro Herred i Østjylland. Kor og skib er opført i romansk tid af frådstens og limstenskvadre, murværket har hjørnelisener og øverst rundbuefriser på små konsoller. Begge de rundbuede døre er bevaret i tilmuret tilstand, flere rundbuevinduer er bevaret. Tårnet er opført i sengotisk tid af munkesten. Kirken har hørt under grevskabet Frijsenborg, som har haft 25 af områdets kirker under sig, ud over Haldum kan nævnes Foldby Kirke, Over Hadsten Kirke, Skjød Kirke, Vitten Kirke og Lyngå Kirke, alle kirker bærer præg af tilhørsforholdet til Frijsenborg, især efter hovedistandsættelser i 1865, ved den lejlighed blev Haldums tårn skalmuret og fik skifertækket spir.
Haldum kirke nævnes i aarhusbispen Peder Vognsens testamente dateret 14.november 1203. Peder Vognsen var af Hvideslægten og en velhavende mand, han overdrog kirkens indtægter til kannikkerne ved Århus Domkirke.
Efter reformationen overtog kronen bispegodser og kirkegodser, den tidligere bispegård i Aarhus blev til Aarhusgård, hvor lensmand Peder Ebbesen Galt havde sit hovedsæde. I Jordebogen fra 1544 nævnes indtægterne fra Haldum kirke. Efter nederlaget til svenskerne i 1650'erne var statsgælden så stor, at der måtte gøres noget radikalt. Enevælden blev indført i 1661 og kronen realiserede en stor del af aktiverne, bl.a. kirker og kirkegods. I 1661 blev Haldum kirke skødet til Mogens Friis og fra 1672 var kirken en del af grevskabet Frijsenborg.
Efter lensafløsningsloven i 1922 overgik Haldum kirke til selveje. I 1992 var det gamle orgel fra 1904 slidt op og et nyt skulle anskaffes. Man lagde sig fast på et 16-stemmers orgel fra Frobenius, men da pulpituret var for svagt til at bære dette orgel, måtte man også udskifte pulpituret, og da tårnrummet også trængte til en renovering, endte man med at vedtage en hovedistandsættelse af hele kirken i 1996-97.
- Granitdøbefonten har på kummen dobbeltløver med fælles mandshoved, bag en af løvernes haleduske ser man en lille drageunge, på foden ses to løver, en engel og en ørn, på fodens hjørner ses mandshoveder.
- Prædikestolen er fra 1615.

## Eksterne kilder og henvisninger
- Wikimedia Commons har flere filer relateret til Haldum Kirke
- Haldum Kirke Arkiveret 4. oktober 2007 hos  Wayback Machine hos nordenskirker.dk
- Haldum Kirke hos KortTilKirken.dk
- Haldum Kirke hos danmarkskirker.natmus.dk (Danmarks Kirker, Nationalmuseet)